# Niccolò Brancaccio
Niccolò Brancaccio (Nápoles, c. 1335-Florencia, 29 de junio de 1412) fue un  eclesiástico italiano, arzobispo de Bari, de Cosenza, cardenal de Santa María en Trastevere y de Albano. 

## Biografía
De noble familia y doctorado en derecho, era auditor de la Rota romana, capellán pontificio, canónigo de la catedral de Nápoles, abad de la Iglesia de Santa Maria di Piedigrotta y hombre de confianza de la reina Juana  I cuando en 1367 el papa Urbano V lo nombró arzobispo de Bari, de donde diez años después sería transferido a la archidiócesis de Cosenza. 
El año 1378 sería testigo del comienzo del Gran Cisma de Occidente: a la muerte de Gregorio XI siguió el cónclave de 1378 en Roma que eligió como su sucesor a Urbano VI, y a éste, la elección en Fondi de Clemente VII como papa; Brancaccio siguió la obediencia de este último, que en el consistorio de diciembre de 1378 le creó cardenal presbítero con título de Santa Maria in Trastevere, permaneciendo los años siguientes a su servicio en Aviñón. 
Tras su muerte, ya como cardenal obispo de Albano, apoyó la elección de Benedicto XIII, aunque cuatro años más tarde, asediado éste por los franceses en su castillo de Aviñón, formó parte del grupo de cardenales que le abandonó; sin embargo, después de su fuga intervino en el pacto de reconciliación acordado en Châteaurenard en 1403 y en la renovación de la obediencia del año siguiente en Sorgues. 
Asistió al Concilio de Pisa de 1409 en que fueron depuestos ambos papas para coronar a Alejandro V, lo que le valió que Benedicto XIII le depusiera del cardenalato, y a la elección de Juan XXIII del año siguiente,
Fallecido en Florencia en 1412 cuando regresaba de desempeñar una legación en Nápoles, fue sepultado en el coro de la Basílica de Santa María Novella de esta ciudad.